# 威尔士王妃戴安娜之死
1997年8月31日清晨，威爾斯王妃戴安娜因卷入巴黎一隧道内的车祸，在医院过世。她的男友多迪·法耶兹和司机亨利·保羅当场死亡。保镖特雷弗·瓊斯虽身负重伤，但幸免于难。
媒体指责当天疯狂跟车拍摄的狗仔队，而英国广播公司的报道更是直接把他们归咎为事件的凶手。1999年，法国的调查发现保罗在醉酒和处方药作用下失去对高速行驶车辆的控制，是唯一要对车祸负责的人。保罗是巴黎丽兹酒店保安部的副主管，早前他曾刺激狗仔队在酒店外等候戴安娜和法耶玆。而保罗血液中的抗抑郁药和抗精神病药的痕迹，可能加剧了他的醉酒状态。然而，没有证明显示事发时狗仔队就在失事车辆附近。2008年，佩吉特行动评审团裁定保罗和尾随的车辆有严重疏忽驾驶行为，犯非法被杀罪。此外，失事车辆的乘客并没有系安全带。
戴安娜去世时年仅36岁。她的死引起英国乃至全世界人的悲伤，共有约25亿人观看了她的葬禮。英国王室批评媒体对戴安娜死亡的反应。她去世后，公众一直对她保持兴趣，而她的新闻仍会经常出现。

## 事件

### 车祸前的事件

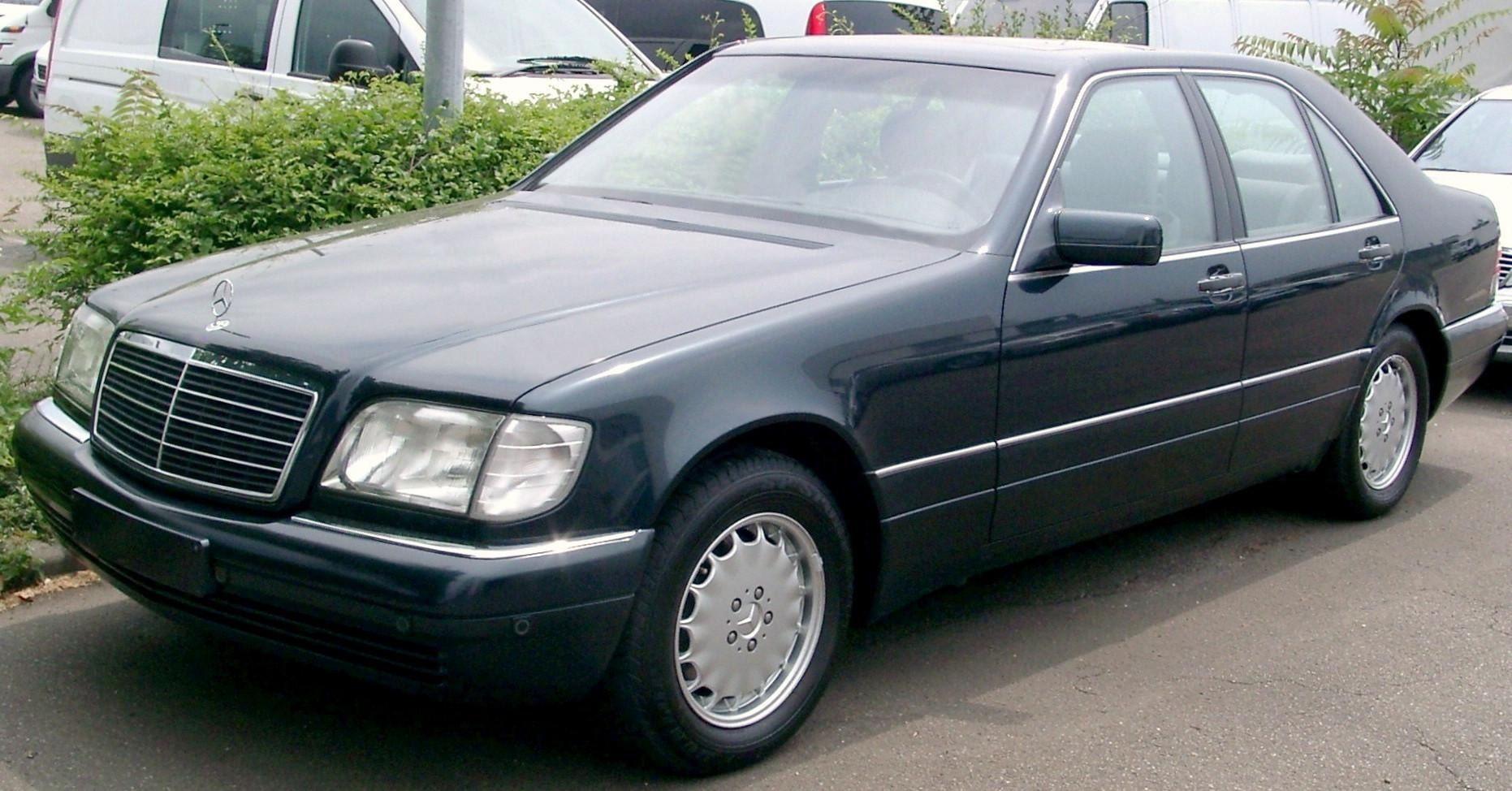
涉事车辆梅赛德斯-奔驰 W140。

1997年8月30日，星期六，戴安娜与埃及富商穆罕默德·法耶兹的公子多迪·法耶兹乘坐私人飞机离开撒丁岛，抵达巴黎，之前他们曾途径伦敦，于当地短暂停留九天，之后到停在法国海岸与意大利海岸之间属于法耶兹的帆船“乔尼卡尔号”，计划在船上过夜。法耶兹一直是巴黎里兹酒店的老板，还在离酒店不远、香榭丽舍大街对面的阿森·侯塞路（Rue Arsène Houssaye）有一间公寓。
利兹酒店的安保副主管亨利·保罗受命驾驶1994款梅赛德斯-奔驰 W140躲避狗仔队。一辆诱饵车率先从旺多姆广场的大门离开酒店，吸引一群摄影记者一拥而上。戴安娜和法耶兹随后从8月31日凌晨0点20分康邦街（Rue Cambon）后门离开，成功避开驻守在酒店门前的约30名摄影记者。两人坐在车子后排，法耶兹家族的私人保镖特雷弗·琼斯坐在右前方的乘客座，车上的乘客均未佩戴座位安全带。一行人离开康邦路，穿过协和广场，沿着塞纳河右岸的雷恩林荫大道和阿尔伯特林荫大道（Cours Albert 1er）进入阿尔玛广场（Place de l'Alma）地下通道。

### 车祸
0点23分，保罗的车辆在阿尔玛桥（Pont de l'Alma）隧道的入口失控。车辆先是撞向右边的墙壁，再偏向双车道的左侧车道，最终迎面撞向支撑屋顶的第13根柱子。车子时速约105每小時（65英里每小時），超出隧道50每小時（31英里每小時）的车速限制。车子再度偏转，倒退撞向隧道的石墙，最终停下来并发生爆炸。撞击造成巨大的损伤，尤其是车的前半部分由于石柱没有护栏保护以及爆炸而严重受损。目击者也表示乘坐摩托车的摄影记者“在奔驰车进隧道前蜂拥而至”。

### 事后

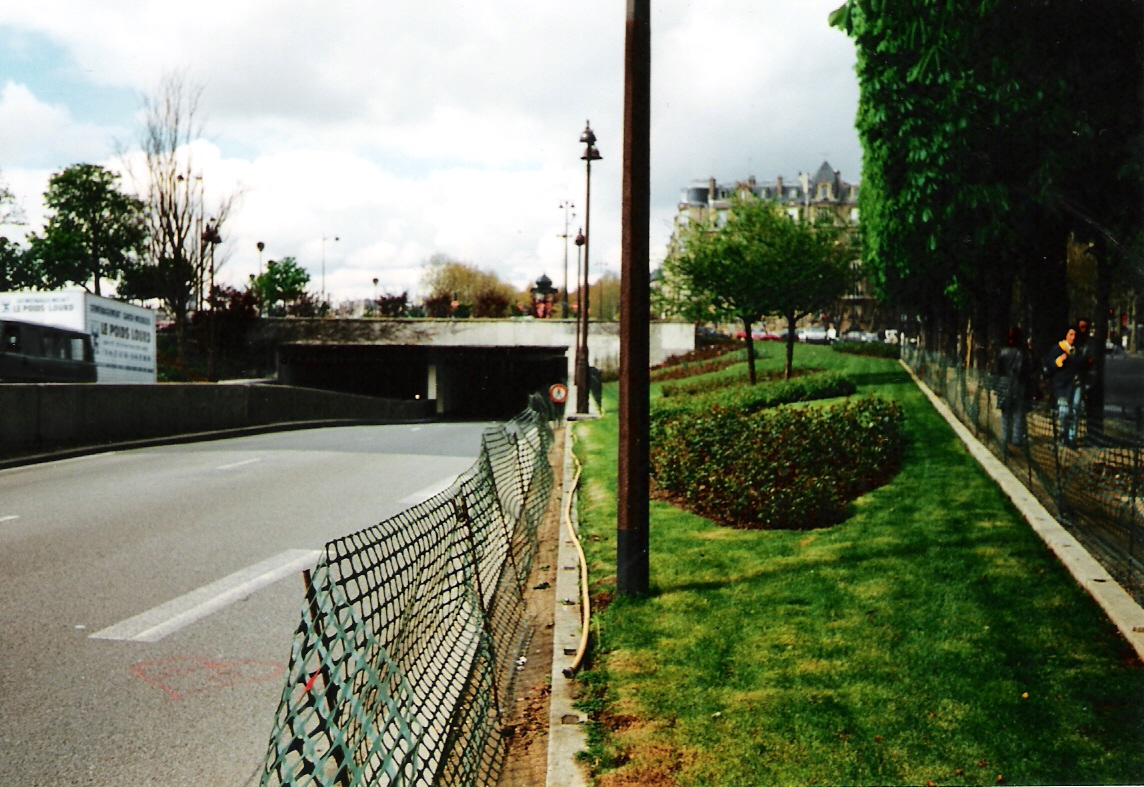
事故现场阿尔玛桥隧道入口。

与奔驰车保持距离缓慢行驶的尾随记者看到已成残骸的车子上还有四名乘客，开始靠近现场。记者们坐着摩托车。部分人冲上前施救，尝试打开乘客救助幸存者，也有人忙着拍照。车上的安全气囊已经打开。目击者表示，救护车在警方抵达五分钟后到达现场。法国新闻广播电台指一名摄影记者被受现场记下的目击者殴打。5名记者被扣留。之后又有2名记者被拘留，被扣留记者身上有约20卷胶片。警方也扣押了他们的车子。消防员也抵达现场帮助救出幸存者。
一直清醒的里斯-琼斯面部有多处挫伤，头部有淤青。前排座位的安全气囊成功打开。而坐在右后排乘客座椅上的戴安娜仍然很清醒，不过身负重伤，嘴里一直嘟哝“老天爷”，又在警方驱赶记者和其他救援人员时说“离我远点”。2007年6月，英国第四台播出调查纪录片《戴安娜：隧道内的目击者》（Diana: The Witnesses in the Tunnel），指最初接触戴安娜的是偶然路过现场的梅勒兹医生（Dr. Maillez）。梅勒玆表示戴安娜没有皮外伤，但处于休克状态。凌晨1点，戴安娜被从车子里移出来，之后心搏停止，经过体外心肺复苏恢复心跳。1点18分，戴安娜被转到急救服务救护车，1点41分离开现场，2点6分抵达皮蒂-沙普利特里埃医院 。
法耶兹坐在左后排，不久后被宣布当场死亡。保罗被从车子搬出来后便宣告死亡。两具尸体被带到巴黎殮房法医研究所（Institut Médico-Légal），没有送到医院。后来发现，保罗的血液酒精浓度高达每公升1.75克，超出法国法律规定3.5倍（相当于加拿大、 英国和美国法律规定2.2倍）。
救助手段尽管很严谨，但还是因为戴安娜伤势太广泛、多次有胸內心脏挤压等复苏迹象而失败：戴安娜的心脏已经移到了右胸部，撕裂了肺静脉和心包。戴安娜之后于4点左右死亡。麻醉师布鲁诺·里奥（Bruno Riou）于6点在医院举行的新闻发布会上宣告了她的死讯。
那天早上的晚些时候，法国内政部长让-皮埃尔·舍韦内芒与法国总理利昂内尔·若斯潘一同前往医院吊唁。下午5点，戴安娜的前夫威爾斯親王查爾斯带着她两个姐姐莎拉·迈科克戴尔和简·费洛斯抵达巴黎。一行人与法国总统雅克·希拉克一起抵达医院，感谢医生全力救治。查尔斯亲王于星期日护送戴安娜的遗体回家。当天晚些时候，她的尸体被带到伦敦的哈默史密斯和富勒姆殓房（Hammersmith and Fulham Mortuary）进行尸检。
最初媒体报道指戴安娜的车子以190每小時（120英里每小時）的车速撞向石柱，车速表的指针一直卡在那个位置，之后的报道又改成撞车时的车速为95—110 km/h（59—68 mph）。无论是哪种情况，当时的车速肯定超过50每小時（31英里每小時）的限速。1999年，法国方面的调查结案，指奔驰车撞到了隧道中的另一辆车，为白色菲亚特Uno。那辆车的驾驶员一直销声匿迹，因此许多人认为菲亚特的司机是黎文成。具体的车辆尚未确定。
英国外交及聯邦事務大臣郭偉邦认为，如果事故是由于被狗仔队追赶而造成的，那就是“双重悲剧”。戴安娜的弟弟谴责小报记者造成了她的死亡。法国于1999年完成了为期18个月的司法调查，认定保罗酒後駕駛开快速，失去对车子的控制。

## 追悼
公众受邀在圣詹姆士宫的吊唁册上签名。哈洛德百货公司关闭了1.1万盏電燈泡，直到葬礼翌日才重新打开。整个晚上，皇家妇女志愿服务和救世军协助管理沿着百货公司排队的人龙。戴安娜在伦敦的家肯辛顿宫门外有100多万束鲜花，但在奥尔索普的皇家宅邸，由于周围道路上的人潮和鲜花有可能会酿成事故，公众被要求不能携带鲜花。
到9月10日，肯辛顿花园外面的花堆已深达5英尺（1.5），最底层开始腐爛。人群保持庄严肃穆，静静排队等待在吊唁册上签名，留下他们的信物。当天有一些小意外。意大利游客法比奥·皮拉斯（Fabio Piras）因擅自拿走花丛中的泰迪熊，于9月10日被判监禁一周。处罚后来减少到100欧元罚款，而皮拉斯离开法庭时，被一名民众挥拳打中脸。翌日，两名斯洛伐克游客：54岁的小学教师玛丽亚·里戈洛娃（Maria Rigolova）和50岁的通讯技术员阿格尼萨·西赫尔斯卡（Agnesa Sihelska）也因从宫门外的花丛中顺走11只泰迪熊和一批鲜花被判28天监禁，后来减刑至每人罚款200欧元。

## 葬礼
早前，由于戴安娜于1996年与查尔斯亲王离婚，失去殿下头衔，尚不了解她是否会接受国葬。
戴安娜的死让公众非常悲伤，她的葬礼于9月6日在西敏寺举行，吸引约300万人前来哀悼和围观。嘉宾入场的时候，聚集在西敏寺和海德公园的人群，通过大型户外屏幕和音响观看收听葬礼现场，其中包括戴安娜赞助过的许多慈善机构的代表。出席嘉宾包括美国第一夫人希拉里·克林顿、法国第一夫人伯纳黛特·希拉克、意大利男高音歌唱家鲁契亚诺·帕瓦罗蒂、戴安娜的朋友乔治·迈克尔和艾爾頓·約翰等。约翰改写了他的歌曲《风中之烛》，改名为《再见英国玫瑰》（"Goodbye England's Rose"），献给戴安娜。
仪式有些地方未遵守外交礼仪。戴安娜的弟弟查尔斯·斯宾塞在演讲中批评媒体，暗讽皇室对戴安娜不公，引发嘉宾掌声如雷。
葬礼在英国有3150万名观众观看。全球观众的数目无法精确计算，但估计为25亿左右。现场有200个国家用44种语言转播。
仪式结束，灵柩被一辆丹拿灵车转移到阿尔索普。送葬的群众在灵车行进的整个路程中几乎都在抛洒花枝，车队甚至一度停在M1高速公路的对面车道，让其他车驶过。
戴安娜在一个私人仪式上被安葬在阿尔索普康乐花园（Pleasure Garden）椭圆湖（The Oval）的中央小岛上。灵柩中的戴安娜身穿凯瑟琳·沃克黑色裙和连裤袜，手捧德蕾莎修女送赠的玫瑰经，德蕾莎修女和戴安娜兩人有私交，德蕾莎修女在戴安娜過世5天後在印度加爾各答逝世。游客服务中心于夏季开放，举办戴安娜展览，安排游客沿湖参观。所有收入捐赠给戴安娜王妃纪念基金会。

## 各方反应

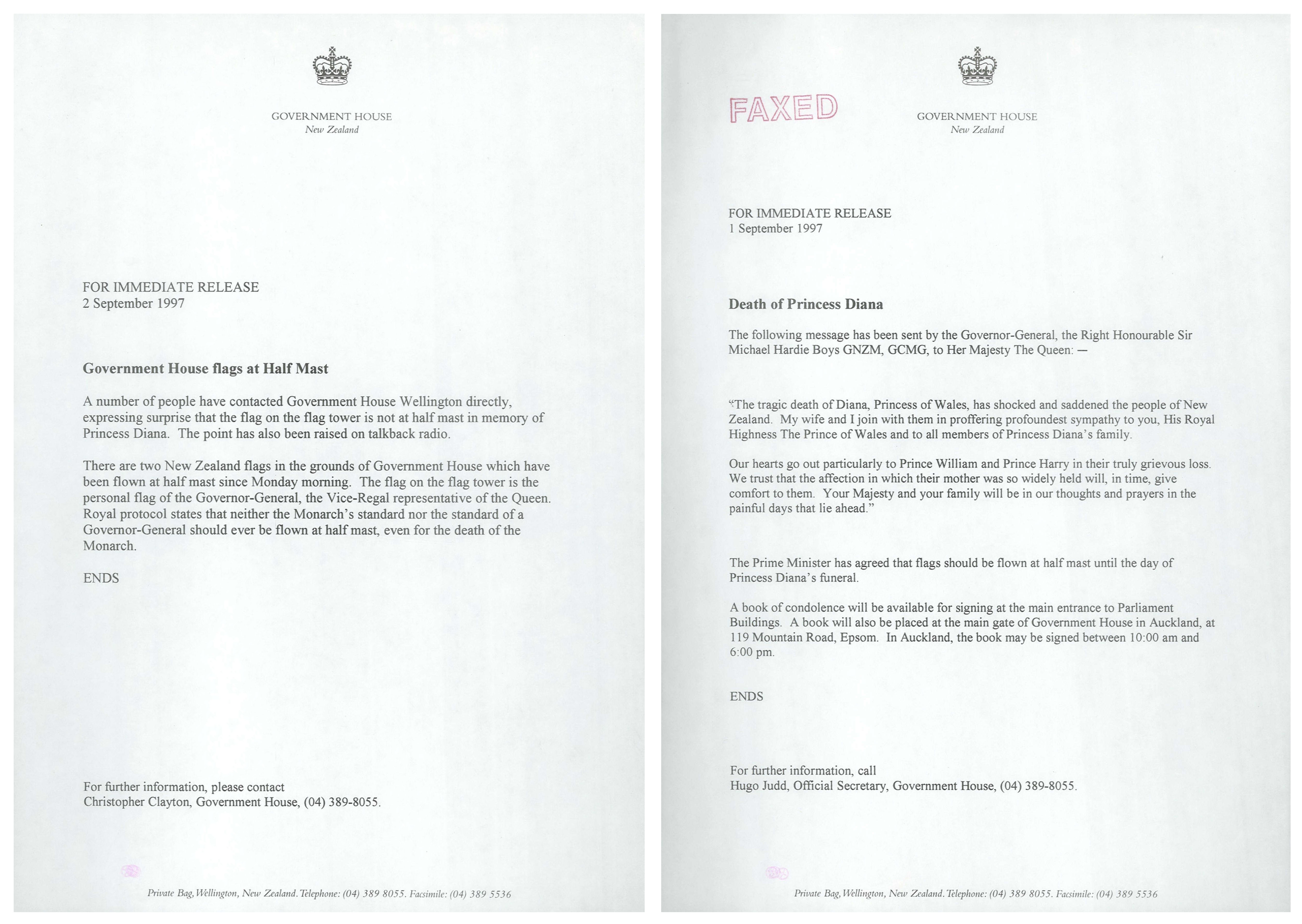
新西兰政府就戴安娜去世发布的官方文告。

部分人批评各方对戴安娜之死的回应“歇斯底里”、“丧失理智”。早在1998年，哲学家安东尼·奥希尔将哀悼活动定性为“英国情绪化”的定义点，认为这是媒体推动的结果，模糊了现实和虚幻。绿洲乐队队长諾爾·蓋勒格评论：“这女人死了。闭嘴。忘了这事。”
到了事故10周年之际，批评声音仍不绝。《卫报》记者乔纳森·弗里德兰认为：“这已经成了一个令人尴尬的回忆，就像笨拙自怜少年的日记故事......我们畏缩得不敢细想。”2010年，西奥多·达勒姆普尔认为：“这种情感有自发的，也有媒体过度关注所产生，两者都是将王妃的死亡变成非常严重事件，从而使其为政治目的服务的必要条件。从某种层面上看，这种做法是不道德的，可与许多情感背后的本身不诚实相提并论。”
部分文化专家并不认同。社会学家黛博拉·林恩·斯坦伯格表示，许多英国人不把戴安娜与皇室联系起来，而是认为她代表着社会变革和更加自由的社会：“我不认为这是歇斯底里，公众人物的离世可以是其他议题的试金石。”《人物》的卡罗尔·华莱士（Carol Wallace）认为，对戴安娜之死的迷恋是“童话两次破灭”所带来的，一次是她的离婚，另一次就是她死亡。

### 皇室
女皇伊丽莎白二世对戴安娜的去世感到沮丧。查尔斯亲王在黎明前叫醒他的孩子们，告诉他们死讯。戴安娜去世后的星期天早上，女皇、查尔斯亲王、威廉王子和哈里王子身穿白色衣服到巴爾莫勒爾城堡参加教堂仪式。查尔斯和他的儿子们于9月5日返回伦敦。女皇从巴尔莫勒尔回到伦敦，同意向全国电视转播现场。
皇室被批严格遵守礼节，而竭力保护戴安娜儿子的工作也被认为缺乏同情心。白金汉宫拒绝将皇家旗降半旗被各大报纸头条痛批，其中《太阳报》打出标题《我们的女皇在哪里？她的旗在哪里？》。白金汉宫的做法是对皇家礼节的遵守，即白金汉宫上空不悬挂旗帜，皇家旗只能在女皇居住时悬挂，而女皇那时还在苏格兰。皇家旗由于是主权国家旗帜，从未被下半旗，而历史上英国君主从未有过空位，新君主会立即继任前任。最终经过妥协，女皇离开白金汉宫前往西敏寺出席葬礼当天，联合杰克旗下半旗。此举开了皇室先例。女皇离开后，白金汉堡随后悬挂了联合旗 。
媒体报道指，查尔斯亲王和女皇的私人秘书费洛斯男爵就葬礼的模式产生分歧，查尔斯要求举行公开葬礼，费洛斯则支持女皇举办私人仪式的想法。白金汉宫最终发表声明，否认有关传闻。
哈里王子2017年时表示，母亲去世后他患上严重抑郁和悲痛。戴安娜去世时，威廉王子15岁，哈里王子12岁。

### 政界
英国首相托尼·布莱尔对王妃的死表示十分震惊。美国总统比尔·克林顿与妻子希拉里·克林顿深表难过。联合国秘书长科菲·安南表示，戴安娜的去世“夺走了全世界为改善各地受苦儿童的生活而始终如一的坚定信念。”澳大利亚副首相蒂姆·菲舍尔批评狗仔队过度关注戴安娜。俄罗斯总统鲍里斯·尼古拉耶维奇·叶利钦在声明中称赞戴安娜的慈善工作：“所有人都知道戴安娜王妃对慈善事业贡献巨大，不仅是在英国。”澳大利亚总理约翰·霍华德、南非总统纳尔逊·曼德拉、加拿大总理让·克雷蒂安、新西兰总理詹姆斯·博尔格和以色列总理本雅明·内塔尼亚胡均表示哀悼。

### 公众
戴安娜死亡的消息传出后，数千名民众拿着花束来到白金汉宫门外。消息分享后的一个小时内，人们开始送花。英国广播公司下半旗致哀。电台和电视台按照皇室成员去世的惯例，播放英国国歌《天佑女王》。
美国人对她的死亡也很震惊。另外在巴黎，数千人来到事故现场和戴安娜去世的医院。。也有民众带鲜花来到丽兹酒店。波黑的地雷幸存者贾斯敏科·比耶利奇（Jasminko Bjelic）三个礼拜前见过戴安娜，他称戴安娜是他们的朋友。许多演艺界明星批评狗仔队行为鲁莽。
葬礼过后的一个月内，英格兰和威尔士的自杀率比前四年同期增长17%，自我伤害的案件增加44.3%。研究人员认为，这是心理认同所致，自杀群体中的大多数都是与戴安娜一样的25到44岁的年轻女性，占45%。
另一项研究显示，50%的英国人和27%的美国人深受其影响，感受如同亲友死亡。研究结论指，两国女性所受的影响比男性大。戴安娜的“慈善事业”和“认同普通百姓的性质”是让她受到人们赞赏和尊重的主要因素。戴安娜去世后的几个星期内，电话咨询心理辅导的人数出现增长。
举国悲痛也造成了经济影响。短期而言，经济与商业研究中心（Centre for Economics and Business Research）估计该周的零售额下降了1％。伦敦市中心的交通拥堵，人群前往宫殿致哀，同样对生产力产生不利影响，研究中心估计这将使企业损失2亿英镑，即1997年第三季度的总损失占国内生产总值的0.1％。但是，从长远来看，研究中心预计将被旅游业和纪念品销售的增长所抵消。

## 纪念

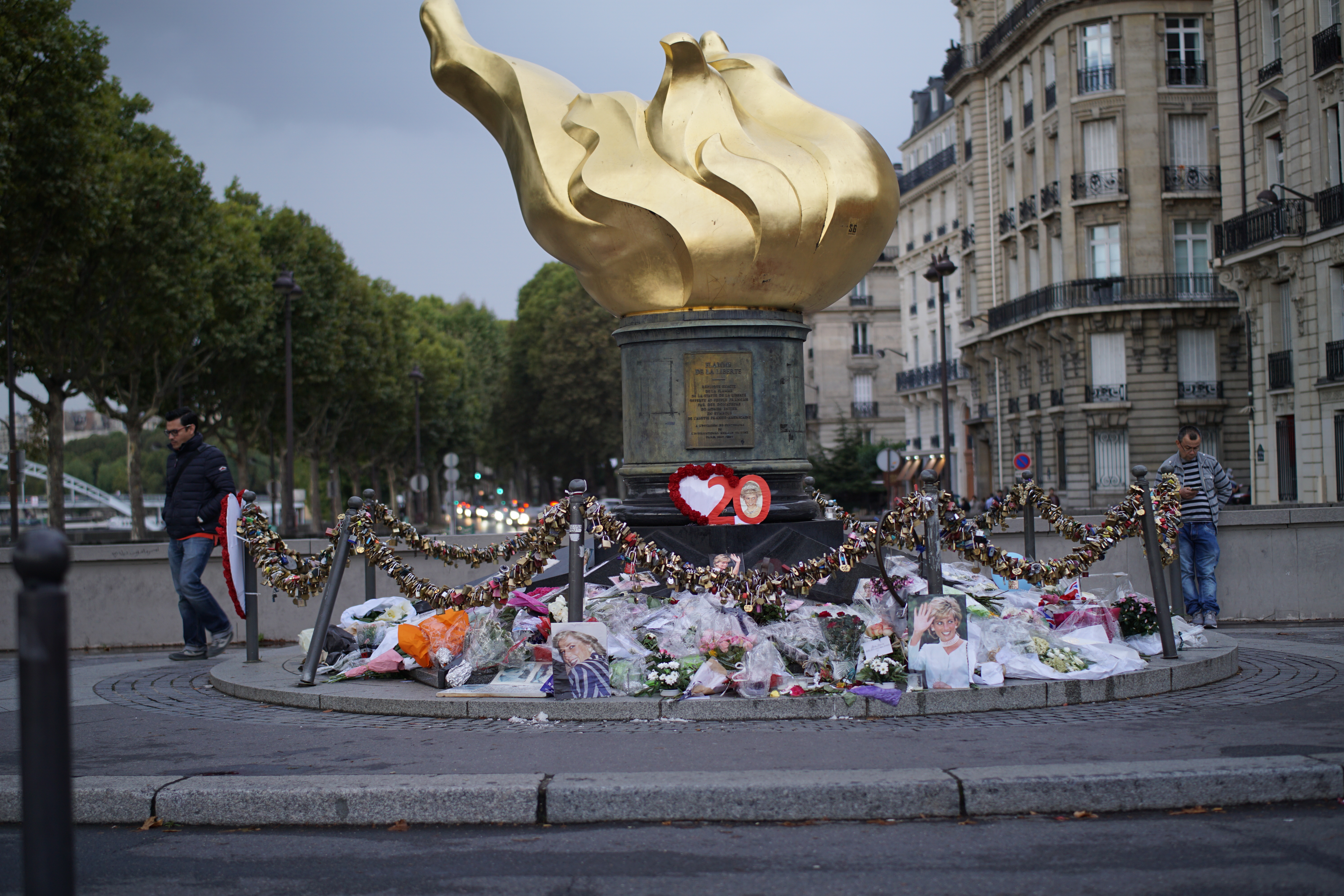
雕塑《自由之火》是法国巴黎纪念戴安娜的非官方场所。戴安娜去世20周年纪念日当天，雕塑的下方放满了鲜花，铁链围栏挂满了爱情锁连成。

戴安娜去世后的几年，人们对戴安娜生活的兴趣依然高涨。事发地阿尔玛隧道旁纪念法国向美国赠送自由女神像的雕塑《自由之火》成了民众纪念戴安娜的非官方场所。雕塑下的纪念品后来移走，不再用作纪念戴安娜，但游客仍留下纪念她的信息。2004年7月6日，威尔士王妃纪念喷泉由女皇在海德公园揭幕。
2007年7月1日在英國倫敦温布利球场舉行紀念戴安娜音樂會，當日是黛安娜王妃的46歲誕辰，同时也是她的逝世十週年。紀念音樂會是由黛安娜的2個兒子，即威廉王子以及哈里王子所籌備的，音樂會的目的是為了紀念黛安娜王妃，同时其所得善款将捐献给慈善机构。

## 讯问
根据英格兰法律制度，突然或无法解释的死亡案件需要进行审讯。法国进行了司法调查，但6000页的报道一直未发布。2004年1月6日，戴安娜去世六年后，女皇皇家。死因裁判官迈克尔·伯吉斯在伦敦举行讯问。验尸官要求伦敦警察厅厅长约翰·史蒂文斯爵士进行询问，回应戴安娜之死并非意外的传闻。警方的调查发现于2006年12月的佩吉特行动中公布。
2006年1月，史蒂文斯爵士在接受《GMTV》采访时表示案件比预想的要复杂得多。《星期日泰晤士报》表示英国情报部门的特工事发当晚身处巴黎，需接受盘问。许多媒体认为这些特工将司机血液测试的样本与另一人的血液样本进行交换，但没有证据证实这项预测。
案件的讯问于2007年1月8日开始，伊丽莎白·巴特勒-斯洛斯出任戴安娜死因的副皇家裁判官以及法耶兹死因的助理副死因裁判官。巴特勒-斯洛斯原计划不设陪审团，但该决定后来被高等法院以及皇家死因裁判官推翻。2007年4月24日，巴特勒-斯洛斯宣布退出，表示自己缺乏处理有陪审团审讯的经验。裁判官的角色转由6月13日正式上任内伦敦西区验尸官的大法官斯科特·贝克担任。
2007年7月27日，贝克代表各利益方法律发布了一系列可能在审讯中提出的问题，其中许多已在佩吉特行动中得到详细处理，包括：
1. 司机亨利·保罗方面的过失是否导致或造成了车祸原因
2. 亨利·保罗的驾驶能力是否因酗酒或吸毒而受损
3. 菲亚特Uno或其他车辆是否导致或造成了车祸
4. 狗仔队的行为是否导致或造成了车祸
5. 道路/隧道的布局或结构是否有天然的危险性，如果有，是否造成了车祸
6. 明亮/闪烁的灯光是否导致或造成了车祸，如果是，它们来自哪里
7. 威尔士王妃和多迪·法耶兹当中的谁决定从丽兹酒店后面离开，并让亨利·保罗驾驶车辆
8. 1997年8月30日晚上7点到10点间亨利·保罗的活动
9. 1997年8月30日保罗·亨利随身物中以及他银行账户中金钱的解释
10. 车祸当晚安丹森是否在巴黎
11. 如果提早抵达医院或采用其他医疗手段，戴安娜的性命是否能够保住
12. 戴安娜是否怀孕
13. 戴安娜和多迪·法耶兹是否计划宣布订婚
14. 戴安娜王妃是否担心她的姓名，如果有，是在什么情况下
15. 购买戒指的情况
16. 戴安娜遗体防腐情况
17. 理查德·汤姆林森（英语：Richard Tomlinson）是否有解释车祸的证据
18. 英国或其他国家的情况部门是否策划了车祸
19. 彻鲁特入室抢劫案或Big Pictures侦探社受骚扰事件是否有起因
20. 威尔士王妃的信件（包括菲利普亲王的信件）是否已经消失，如果有，是在什么情况下[102]。

讯问于2007年10月2日正式开始，由六名女子和五名男子组成的陪审团宣誓。大法官贝克发表了冗长的开庭陈述，给予陪审团一般性指示，介绍案情。英国广播公司报道指，指穆罕默德·法耶兹早前重申了儿子和戴安娜被皇室谋杀的主张，当即在庭上批评开庭陈述偏颇。
庭审听取了戴安娜好友以及事故起因的证据，包括里斯-琼斯、穆罕默德·法耶兹、戴安娜管家保罗·伯瑞尔、戴安娜继母及前军情六处局长。
大法官贝克于2008年3月31日开始对陪审团进行总结。他一开始告诉陪审团，“除了你们和我，我想，没有人（犯案），那个和戴安娜和法耶兹一起出现在公共画廊，在他的额头上比划着的绅士经过了每句证词的考验”，总结称“没有丝毫证据”证明菲利普亲王下令或情报部门盘算杀死戴安娜。他于2008年4月2日星期三进行结案陈词。总结过后，陪审团讨论了五项罪名，即因保罗或尾随车辆一方或双方过失造成非法致死、意外死亡或开放定罪。2008年4月7日，陪审团决定戴安娜被尾随车辆非法致死。威廉王子和哈里王子发表声明，表示“同意定罪，两人非常感激”。法耶兹表示表示接受定刑，“放弃证明戴安娜和多迪被合谋杀害的10年运动”。
询问费用高达1250万英镑，其中死因审讯占450万英镑，伦敦警察厅的调查占800万英镑。庭审持续6个月，听取了250位目击者证词。高昂的费用受到媒体批评。

## 相关官司
九名尾随的摄影师被法国当局指控误杀罪，但罪名于2002年被当地“最高法院”撤销。
三名拍摄事故现场的摄影师被没收照片，同时因越过被毁车辆打开的车门拍摄照片被控侵犯隐私。属于“狗仔队”的摄影记者于2003年获无罪释放。

## 阴谋论
尽管法国方面的初步调查报告认为戴安娜死于车祸，仍有多个阴谋论甚嚣尘上。自1998年2月起，多迪的父亲法耶兹认为事故是合谋行动，到后来更指责英国皇室指挥军情六处策划车祸。他的说法被法国司法调查及2006年结束的伦敦警察厅佩吉特询问行动所反驳。2007年10月2日，大法官贝克在皇家司法院主持了戴安娜和法耶兹死亡事件的死因询问，是2004年开始的询问的后续。2008年4月7日，陪审团得出结论，认为戴安娜和法耶兹是“不合法被杀”的受害者，事故由存在“重大过失”的司机保罗及尾随车辆的司机引发。而“奔驰车司机的判断力因醉酒受损”以及“罹难者的死亡因未系安全带，外加奔驰与阿尔玛隧道的石柱而非其他物体碰撞而导致”，也是事故的诱因所在。
2013年8月17日，苏格兰场表示正检查一个消息的可靠性，该情报声称戴安娜被英军士兵杀害。

## 媒体

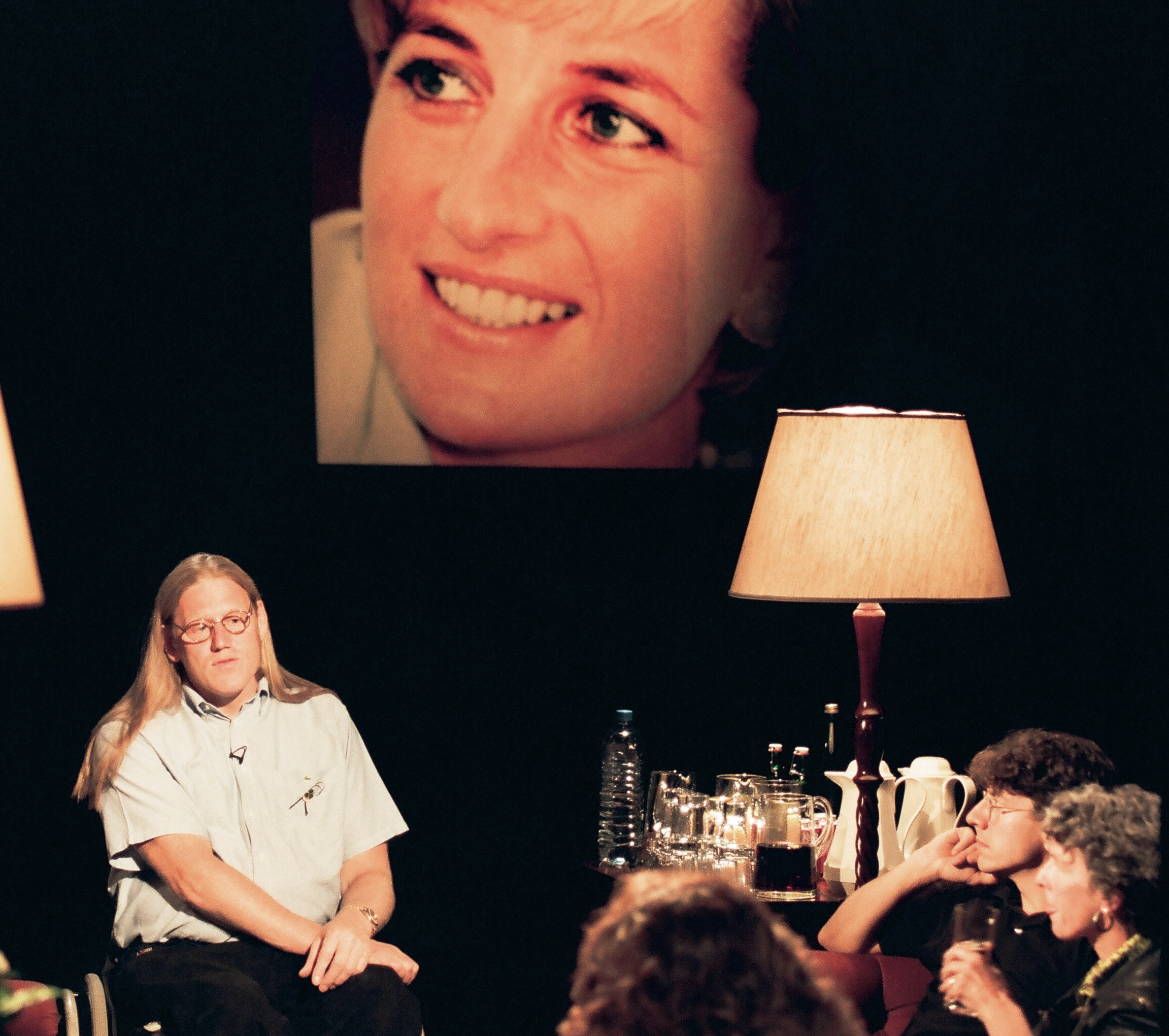
英国第四台深夜直播讨论节目《黑夜过后》于1997年9月13日播出特辑《戴安娜之后》。

演员乔治·克鲁尼在戴安娜死后公开批评小报及狗仔社，遭到多家小报抵制，说他之所以有今时今日的名气，有一部分要归功于他质问的小报和摄影社。
2002年，英国广播公司举行《最伟大的100名英国人》民意调查，戴安娜王妃名列第三，排在温斯顿·丘吉尔和伊桑巴德·金德姆·布鲁内尔之后。同年英国的另一项民意调查将戴安娜之死列为上世纪最重要的事件。然而结果被历史学家尼克·巴雷特（Nick Barrett）批评为“非常哗众取宠”。
后来在2004年，美国电视网CBS在一档节目中公布了事故现场的照片，其出自法国政府的4000页报告。照片显示奔驰车的整个后部和中央部分，其中可从完全打开的后排车门中看到戴安娜的尸体蜷缩在后排座位的地板上，背部靠向后排座位，而皮肤未沾有血迹，也没有明显的外伤。然而公布的图片并不招英国民众待见，他们纷纷认为戴安娜的隐私受到侵犯。白金汉宫、首相托尼·布莱尔和戴安娜的弟弟谴责该行为，但CBS辩称公布图片意在补充新闻的背景，即说明戴安娜在事故后所接受的治疗。
2006年7月13日，意大利《谁人杂志》公布了戴安娜在车辆残骸中的照片。尽管官方非明文限制此类照片的发布，照片还是被公布。杂志编辑辩称，之所以这么做，仅仅是因为这批照片之前从未公开，认为这些照片不会损坏戴安娜的印象。
英国报纸《每日快报》因在戴安娜死后持续报道她的信息而遭到批评。2006年《卫报》的一则报道也提到她最近的几则新闻，还在头版打出标题“戴安娜或许有系安全带”、“质询戴安娜的长官有电脑被偷”、“戴安娜喷泉每年运营费用高达25万英镑”、“戴安娜的安全带损坏了探测器”。

### 网络报道
戴安娜逝世时，互联网服务正在发达国家蓬勃发展，当时多家国家报社及至少一家英国地方报社上线了网络新闻服务。BBC新闻就在网上报道了早些时候的大选，之后随着公众和媒体广泛关注戴安娜的死亡，BBC新闻迅速成立网站专门报道事件，跟进后续发展。戴安娜之死使得BBC新闻的工作人员意识到网络新闻越来越重要，于是在同年11月4日上线全功能的新闻网站，并于11月9日上线滚动新闻频道BBC News 24。

### 引用
1. ↑   (PDF). Coroner's Inquests into the Deaths of Diana, Princess of Wales and Mr Dodi Al Fayed. Computer Aided Modelling Bureau, Metropolitan Police Service. November 2007  [2007-12-22]. （原始内容 (PDF)存档于2008-05-21）.
2. ↑   (PDF). Coroner's Inquests into the Deaths of Diana, Princess of Wales and Mr Dodi Al Fayed. Computer Aided Modelling Bureau, Metropolitan Police Service. November 2007  [2007-12-22]. （原始内容 (PDF)存档于2008-05-21）.
3. ↑  .   [2020-04-15]. （原始内容存档于2020-01-10）.
4. ↑  Director: David Bartlett, Executive Producer: David Upshal. . .
5. 1 2  Nundy, Julian; Graves, David. . The Daily Telegraph (London). （原始内容存档于2002-11-13）.
6. ↑  Barbour, Alan D. .   [2010-08-15]. （原始内容存档于2010-06-28）.
7. ↑  Gregory, Martyn. . The Spectator. 2007-06-27. （原始内容存档于2020-07-16）.
8. ↑  . Daily Telegraph. 2008-04-07  [2013-10-12]. （原始内容存档于2019-04-15）.
9. ↑  Carla B. Johnston. . Greenwood Publishing Group. 1998: 1  [2020-04-15]. ISBN 978-0-275-95774-2. （原始内容存档于2020-02-19）.
10. ↑  Merrin, William. . Mortality. 1999, 4 (1): 41–62. doi:10.1080/713685965.
11. ↑  Cohen 2005，第47,51頁.
12. ↑  Cohen 2005，第277頁.
13. ↑  . BBC News. 2006-12-14  [2008-10-13]. （原始内容存档于2009-01-11）.
14. 1 2 3 4  . St. Louis Post-Dispatch. 1997-08-31  [2017-08-30]. （原始内容存档于2017-08-31） –Newspapers.com.
15. ↑  Cohen 2005，第59頁.
16. ↑  . Google Maps.   [2020-07-19]. （原始内容存档于2020-07-16）.
17. ↑  . BBC. 2004-01-24  [2018-05-29]. （原始内容存档于2018-06-12）.
18. ↑  John Stevens, Baron Stevens of Kirkwhelpington p. 41.
19. 1 2 3 4  . Quad-City Times. 1997-08-31  [2017-08-30]. （原始内容存档于2017-08-31） –Newspapers.com.
20. 1 2 3 4  . The Central New Jersey Home News. 1997-09-01  [2017-08-30]. （原始内容存档于2017-08-31） –Newspapers.com.
21. 1 2 3  Cohen 2005，第71頁.
22. 1 2  Kornblut, Anne E. . The Cincinnati Enquirer. 1997-09-01  [2017-08-30]. （原始内容存档于2017-08-31） –Newspapers.com.
23. ↑  . The Independent. 2017-08-31  [2017-08-31]. （原始内容存档于2017-08-31）.
24. 1 2 3  Kole, William J. . Honolulu Star-Bulletin. 1997-09-01  [2017-08-30]. （原始内容存档于2017-08-31） –Newspapers.com.
25. ↑  . BBC News. 1998-02-05  [2017-08-30]. （原始内容存档于2017-08-31）.
26. ↑  . Time.   [2010-05-01]. （原始内容存档于2009-04-30）.
27. ↑  Cohen 2005，第126頁.
28. ↑  . Rolling Stone. 2017-08-31  [2017-08-31]. （原始内容存档于2017-09-01）.
29. ↑  John Stevens, Baron Stevens of Kirkwhelpington pp. 525–527.
30. ↑  . The Daily Telegraph. 2007-11-29  [2017-08-30]. （原始内容存档于2017-08-31）.
31. ↑  Cohen 2005，第177頁.
32. ↑  . Emergency. 1997  [2008-10-13]. （原始内容存档于2008-05-07）.
33. ↑  . Palladium-Item. 1997-08-31  [2017-08-30]. （原始内容存档于2017-08-31） –Newspapers.com.
34. ↑  . The Daily Telegraph. 2005-03-16  [2017-08-30]. （原始内容存档于2017-08-31）.
35. ↑  Cohen 2005，第143頁.
36. ↑  . The Journal News. 1997-09-01  [2017-08-31]. （原始内容存档于2022-08-31） –Newspapers.com.
37. ↑  Johnson, Maureen. . Hartford Courant. 1997-09-01  [2017-08-31]. （原始内容存档于2022-08-31） –Newspapers.com.
38. ↑  Gregory, Martyn. . The Telegraph (The Daily Telegraph). 2017-08-24  [2018-05-29]. （原始内容存档于2018-06-12）.
39. 1 2  Gregory, Martyn. . New York: Random House. 2010: 70. ISBN 9780753544310. （原始内容存档于2020-07-16）.
40. ↑  Reporter, Gordon Rayner. . 2008-04-07. （原始内容存档于2020-01-27）.
41. ↑  . The Springfield News-Leader. 1997-09-01  [2017-08-30]. （原始内容存档于2017-08-31） –Newspapers.com.
42. ↑  Haldenby, Andrew. . The Daily Telegraph (London). 1999-09-04  [2008-10-13]. （原始内容存档于2008-05-22）.
43. 1 2  . Press and Sun. 1997-09-02  [2017-08-31]. （原始内容存档于2022-08-31） –Newspapers.com.
44. ↑  . BBC.   [2007-11-11]. （原始内容存档于2009-02-25）.
45. ↑  Tierney, Tom. . Courier Corporation. 1997: 1989. ISBN 978-0-486-40015-0.
46. ↑  . Birmingham Mail. 2016-08-31  [2017-08-30]. （原始内容存档于2017-08-31）.
47. ↑  The Independent, 10 September 1997.
48. ↑  Dutter, Barbie. . The Daily Telegraph (UK). 1997-09-11  [2010-06-08]. （原始内容存档于2004-09-13）.
49. ↑  . CNN. 1997-09-11  [2020-07-20]. （原始内容存档于2017-07-12）.
50. ↑  . 1997-09-25  [2017-08-30]. （原始内容存档于2017-08-31）.
51. 1 2  . The Age. 1997-09-01  [2017-08-30]. （原始内容存档于2017-08-31） –Newspapers.com.
52. ↑  . London Net.   [2020-07-21]. （原始内容存档于2018-10-03）.
53. ↑  . BBC. 1997-09-06  [2007-10-30]. （原始内容存档于2017-08-01）.
54. ↑  Ryan, Joal. . E! Online. 1997-09-06. （原始内容存档于2020-03-15）.
55. ↑  Elton's re-written song. BBC News.   [2007-10-22]. （原始内容存档于2010-12-02）.
56. ↑  . BBC News. 1999-04-21  [2010-01-02]. （原始内容存档于2017-09-01）.
57. ↑  Huff, Richard. . Daily News (New York). 1997-09-08  [2020-07-21]. （原始内容存档于2012-05-23）.
58. ↑  Brown, William J.; Michael D. Basil; Mihai C. Bocarnea. . Journal of Communication. December 2003, 53 (4): 587–605. doi:10.1111/j.1460-2466.2003.tb02912.x.
59. ↑  Sholto Byrnes, "Pandora", The Independent, 1 May 2003, p. 17.
60. ↑  . BBC. 1997-09-06. （原始内容存档于2010-12-02）.
61. ↑  . The Independent. 1997-09-05  [2017-08-30]. （原始内容存档于2017-08-31）.
62. ↑  Warner, Gary A. . The Seattle Times. 2007-08-31  [2017-08-30]. （原始内容存档于2019-11-23） （美国英语）.
63. ↑  O'Hear, Anthony (1998) "Diana, Queen of Hearts: Sentimentality personified and canonised" in Anderson and Mullen Faking It: The sentimentalisation of modern society, Social Affairs Unit, ISBN 978-0-907631-75-0
64. ↑  . MTV. 1997-10-10  [2017-08-30]. （原始内容存档于2019-04-11）.
65. ↑  Dalrymple, Theodore. . Gibson Square Books Ltd. 2010: 154. ISBN 978-1-906142-61-2.
66. ↑  Sandie Benitah. . CTV News. 2007-08-31. （原始内容存档于2007-09-03）.
67. ↑  Kane, Karen. . Pittsburgh Post-Gazette. 1997-09-01  [2017-08-30]. （原始内容存档于2017-08-31） –Newspapers.com.
68. 1 2 3  . Honolulu-Star-Advertiser. 1997-08-31  [2017-08-31]. （原始内容存档于2022-08-31） –Newspapers.com.
69. ↑  . Santa Cruz Sentinel. 1997-08-31  [2017-08-31]. （原始内容存档于2022-08-31） –Newspapers.com.
70. 1 2 3 4  . Honolulu Star-Advertiser. 1997-09-01  [2017-08-30]. （原始内容存档于2017-08-31） –Newspapers.com.
71. ↑  Leeman, Sue. . The News Journal. 1997-09-04  [2017-08-31]. （原始内容存档于2022-08-31） –Newspapers.com.
72. 1 2 3  Streeter, Michael. . The Independent (London). 1997-09-05  [2014-02-27]. （原始内容存档于2014-03-07）.
73. 1 2  . BBC News. 1998-07-23  [2017-07-24]. （原始内容存档于2017-07-29）. At the same time, the House of Windsor showed how stung it was in a statement issued by the Queen's press secretary Geoffrey Crawford. He said on television: "The Royal Family have been hurt by suggestions that they are indifferent to the country's sorrow at the tragic death of the Princess of Wales."
74. ↑  . CNN. 1997-09-04  [2018-03-17]. （原始内容存档于2018-03-20）.
75. ↑  David Pollard, Neil. . Oxford University Press. 2007: 22. ISBN 978-0-199-28637-9.
76. 1 2  Ibrahim, Youssef M. . The New York Times. 1997-09-16  [2018-03-17]. （原始内容存档于2018-03-18）.
77. ↑  Hill, Libby. . Los Angeles Times. 2017-05-30  [2017-08-30]. ISSN 0458-3035. （原始内容存档于2017-08-30） （美国英语）.
78. ↑  Vitez, Michael. . Daily Record. 1997-09-01  [2017-08-30]. （原始内容存档于2017-08-31） –Newspapers.com.
79. ↑  Middleton, Karen. . The Age. 1997-09-02  [2017-08-31]. （原始内容存档于2022-08-31） –Newspapers.com.
80. 1 2  . BBC.   [2018-03-03]. （原始内容存档于2018-04-22）.
81. ↑  Shultz, Cara Lynn; Pearl, Diana. . People. 2011-06-23  [2018-03-03]. （原始内容存档于2018-03-04）.
82. ↑  Fasnacht, Don. . Palladium-Item. 1997-08-31  [2017-08-30]. （原始内容存档于2022-08-31） –Newspapers.com.
83. 1 2  Swardson, Anne; Trueheart, Charles. . The Indianapolis Star. 1997-09-01  [2017-08-30]. （原始内容存档于2017-08-31） –Newspapers.com.
84. ↑  . BBC.   [2018-03-03]. （原始内容存档于2018-11-06）.
85. ↑  Bauder, Dave. . Tallahassee Democrat. 1997-08-31  [2017-08-30]. （原始内容存档于2017-08-31） –Newspapers.com.
86. ↑  Hawton, Keith; Harriss, Louise; Simkin, Sue; Jusczcak, Edmund; Appleby, Louise; McDonnell, Ros; Amos, Tim; Kiernan, Katy; Parrott, Hilary. . British Journal of Psychiatry. November 2000, 177 (5): 463–466  [2010-06-04]. PMID 11060002. doi:10.1192/bjp.177.5.463. （原始内容存档于2011-06-18）.
87. 1 2  Saad, Lydia. . Gallup. 2017-08-30  [2018-02-22]. （原始内容存档于2018-02-23）.
88. ↑  . BBC.   [2018-03-03]. （原始内容存档于2018-10-02）.
89. ↑  Marks, Kathy. . The Independent. 1997-09-07  [2017-10-24]. （原始内容存档于2017-10-25）.
90. ↑  . The Royal Parks.   [2013-07-25]. （原始内容存档于2013-08-10）.
91. ↑  . Directgov.   [2010-06-08]. （原始内容存档于2010-12-22）.
92. 1 2 3  Sancton, Tom. . Vanities. 2004-10-01  [2017-08-30]. （原始内容存档于2017-06-14） （英语）.
93. ↑  . BBC. 2003-08-29  [2018-05-29]. （原始内容存档于2018-06-12）.
94. ↑  . BBC. 2004-01-06  [2018-05-29]. （原始内容存档于2018-06-12）.
95. ↑  . Telegraph.co.uk.   [2017-08-30]. （原始内容存档于2017-08-07） （英语）.
96. ↑  Leppard, David. . The Sunday Times (London). 2006-01-29  [2010-05-01]. （原始内容存档于2008-07-26）.
97. ↑  . The Royalist. 2006-01-30  [2006-06-19]. （原始内容存档于2006-07-05）.
98. ↑  Lee Glendinning. . The Times (London). 2007-01-15  [2010-06-04]. （原始内容存档于2022-08-31）.
99. ↑  . BBC News. 2007-03-02  [2010-06-04]. （原始内容存档于2007-10-05）.
100. 1 2  . Coroner's Inquests into the Deaths of Diana, Princess of Wales and Mr Dodi Al Fayed. Judicial Communications Office. 2008  [2010-06-04]. （原始内容存档于2008-05-21）.
101. ↑  . The Guardian. 2008-03-31  [2017-08-30]. （原始内容存档于2017-08-31）.
102. ↑  . Coroner's Inquests into the Deaths of Diana, Princess of Wales and Mr Dodi Al Fayed. Judicial Communications Office. 2007-07-27  [2010-06-04]. （原始内容存档于2008-05-21）.
103. ↑  . Coroner's Inquests into the Deaths of Diana, Princess of Wales and Mr Dodi Al Fayed. Judicial Communications Office. 2008  [2010-06-04]. （原始内容存档于2008-05-21）.
104. ↑  . BBC News. 2007-10-02  [2010-01-02]. （原始内容存档于2007-10-15）.
105. ↑  McClatchey, Caroline. . BBC News. 2008-02-18  [2010-01-02]. （原始内容存档于2009-02-03）.
106. 1 2  . BBC News. 2008-03-31  [2010-01-02]. （原始内容存档于2008-04-06）.
107. ↑  . Coroner's Inquests into the Deaths of Diana, Princess of Wales and Mr Dodi Al Fayed. Judicial Communications Office. 2008-03-31  [2009-05-28]. （原始内容存档于2008-05-21）.
108. ↑  . Coroner's Inquests into the Deaths of Diana, Princess of Wales and Mr Dodi Al Fayed. Judicial Communications Office. 2008-04-02  [2009-05-28]. （原始内容存档于2008-05-21）.
109. 1 2  . Judicial Communications Office.   [2010-08-15]. （原始内容存档于2008-05-21）.
110. ↑  . BBC News. 2008-04-07  [2008-08-05]. （原始内容存档于2017-08-28）.
111. ↑  . BBC. 2008-04-08  [2018-05-29]. （原始内容存档于2018-05-25）.
112. ↑  . BBC. 2008-04-08  [2018-05-29]. （原始内容存档于2017-08-03）.
113. ↑  . BBC News. 2008-04-15  [2008-08-05]. （原始内容存档于2013-08-24）.
114. 1 2 3 4  Cosgrove-Mather, Bootie. . CBS. 2003-11-28  [2017-08-30]. （原始内容存档于2017-08-31） （英语）.
115. ↑  . BBC. 2005-04-13  [2018-05-29]. （原始内容存档于2018-05-29）.
116. ↑  . BBC. 2004-01-06  [2018-05-29]. （原始内容存档于2018-06-12）.
117. ↑  . BBC News. 2008-02-19  [2008-08-05]. （原始内容存档于2017-02-16）.
118. ↑  . BBC News. 2006-12-14  [2008-08-05]. （原始内容存档于2008-06-26）.
119. ↑  Rayner, Gordon. . Daily Telegraph (London). 2008-04-07  [2013-10-12]. （原始内容存档于2019-04-15）.
120. ↑  Addison, Stephen. . Reuters (London). 2013-08-17  [2013-08-18]. （原始内容存档于2013-08-18）.
121. ↑  Michael Pearson; Atika Shubert. . CNN. 2013-08-17  [2013-08-18]. （原始内容存档于2013-08-18）.
122. ↑  Richard Zoglin. . TIME. 2001-06-24  [2007-10-22]. （原始内容存档于2007-10-13）.
123. ↑  Almond, Peter. . United Press International. Washington, D.C. 2002-08-27  [2012-07-28]. （原始内容存档于2012-07-28）.
124. ↑  . The Washington Times (Washington, D.C.). 2002-08-31  [2012-07-28]. （原始内容存档于2012-07-28）.
125. ↑  . The Guardian. 2004-04-22  [2017-08-30]. （原始内容存档于2017-08-31）.
126. ↑  . BBC. 2004-04-22  [2018-05-29]. （原始内容存档于2018-05-30）.
127. ↑  . CBS News. 2006-07-14  [2008-10-13]. （原始内容存档于2008-10-17）.
128. 1 2  . BBC News. 2006-07-14  [2008-10-13]. （原始内容存档于2007-10-18）.
129. ↑  . The Guardian. 2006-05-09  [2017-08-30]. （原始内容存档于2017-08-31）.
130. ↑  . Fresh Networks. 2008-06-05  [2011-04-30]. （原始内容存档于2010-12-28）.
131. ↑  . BBC.   [2013-05-29]. （原始内容存档于2011-01-24）.

### 書籍
- Cohen, David. . Random House. 2005. ISBN 978-0-099-47134-9.
- Gregory, Martyn. . UK: Virgin. 1999. ISBN 978-0-7535-1162-6.
- Mccleod, Scott; Sancton, Thomas. . UK: Weidenfeld & Nicolson. 1998. ISBN 978-0-297-84231-6.
- John Stevens, Baron Stevens of Kirkwhelpington.  (PDF). London: Metropolitan Police Service. 2006  [2007-07-12]. （原始内容 (PDF)存档于2013-05-02）.
- Junor, Penny. . London: Harper Collins. 1998. ISBN 978-0-00-255900-3.
- Junor, Penny. . London: HarperCollins. 2005. ISBN 978-0-00-710215-0.
- Rees-Jones, Trevor; Moira Johnston. . London: Little, Brown. 2000. ISBN 978-0-316-85508-2.
- Simmons, Simone; Ingrid Seward. . London: Orion. 2005. ISBN 978-0-7528-6875-2.
- Duncan Fallowell, How To Disappear, ch.5, reportage account of Princess Diana's funeral (London, 2011)